# Annona pygmaea
Annona pygmaea é uma espécie do gênero Annona.  

## Taxonomia
A espécie foi descrita em 1892 por Eugenius Warming. 